# Triathlon ai Giochi olimpici
Il triathlon è ammesso nel programma olimpico a partire dall'edizione di Sydney nel 2000.

Questo sport multidisciplinare si svolge in due gare individuali, al maschile e al femminile, e in una gara a squadre mista a partire da Tokyo 2020; è articolato su tre prove di nuoto, ciclismo e corsa a piedi che si svolgono in sequenza senza interruzione. Le distanze adottate nel triathlon olimpico, sia maschile che femminile, sono le seguenti: 1,5 km a nuoto; 40 km in bicicletta e 10 km di corsa.

## Medagliere
Aggiornato a Parigi 2024.
| Pos | Nazione       | Oro | Argento | Bronzo | Totale |
| --- | ------------- | --- | ------- | ------ | ------ |
| 1   | Gran Bretagna | 4   | 3       | 4      | 11     |
| 2   | Svizzera      | 2   | 2       | 2      | 6      |
| 3   | Germania      | 2   | 1       | 0      | 3      |
| 4   | Australia     | 1   | 2       | 2      | 5      |
| 4   | Nuova Zelanda | 1   | 2       | 2      | 5      |
| 4   | Stati Uniti   | 1   | 2       | 2      | 5      |
| 7   | Canada        | 1   | 1       | 0      | 2      |
| 8   | Francia       | 1   | 0       | 2      | 3      |
| 9   | Austria       | 1   | 0       | 0      | 1      |
| 9   | Bermuda       | 1   | 0       | 0      | 1      |
| 9   | Norvegia      | 1   | 0       | 0      | 1      |
| 12  | Portogallo    | 0   | 1       | 0      | 1      |
| 12  | Svezia        | 0   | 1       | 0      | 1      |
| 12  | Spagna        | 0   | 1       | 0      | 1      |
| 15  | Rep. Ceca     | 0   | 0       | 1      | 1      |
| 15  | Sudafrica     | 0   | 0       | 1      | 1      |

## Albo d'oro

### Maschile
| Edizione                                          | Oro                                               | Argento                                         | Bronzo                                          |
| ------------------------------------------------- | ------------------------------------------------- | ----------------------------------------------- | ----------------------------------------------- |
| Sydney 2000                                       | Simon Whitfield                                   | Stephan Vuckovic                                | Jan Řehula                                      |
| Atene 2004                                        | Hamish Carter                                     | Bevan Docherty                                  | Sven Riederer                                   |
| Pechino 2008                                      | Jan Frodeno                                       | Simon Whitfield                                 | Bevan Docherty                                  |
| Londra 2012                                       | Alistair Brownlee                                 | Javier Gómez                                    | Jonathan Brownlee                               |
| Rio de Janeiro 2016                               | Alistair Brownlee                                 | Jonathan Brownlee                               | Henri Schoeman                                  |
| Tokyo 2020                                        | Kristian Blummenfelt                              | Alex Yee                                        | Hayden Wilde                                    |
| Parigi 2024                                       | Alex Yee                                          | Hayden Wilde                                    | Léo Bergère                                     |
| Atleta meglio premiato: Alistair Brownlee (2/0/0) | Atleta meglio premiato: Alistair Brownlee (2/0/0) | Nazione con più medaglie: Gran Bretagna (3/2/1) | Nazione con più medaglie: Gran Bretagna (3/2/1) |

### Femminile
| Edizione                                      | Oro                                           | Argento                                    | Bronzo                                     |
| --------------------------------------------- | --------------------------------------------- | ------------------------------------------ | ------------------------------------------ |
| Sydney 2000                                   | Brigitte McMahon                              | Michellie Jones                            | Magali Messmer                             |
| Atene 2004                                    | Kate Allen                                    | Loretta Harrop                             | Susan Williams                             |
| Pechino 2008                                  | Emma Snowsill                                 | Vanessa Fernandes                          | Emma Moffatt                               |
| Londra 2012                                   | Nicola Spirig                                 | Lisa Nordén                                | Erin Densham                               |
| Rio de Janeiro 2016                           | Gwen Jorgensen                                | Nicola Spirig                              | Vicky Holland                              |
| Tokyo 2020                                    | Flora Duffy                                   | Georgia Taylor-Brown                       | Katie Zaferes                              |
| Parigi 2024                                   | Cassandre Beaugrand                           | Julie Derron                               | Beth Potter                                |
| Atleta meglio premiato: Nicola Spirig (1/1/0) | Atleta meglio premiato: Nicola Spirig (1/1/0) | Nazione con più medaglie: Svizzera (2/2/1) | Nazione con più medaglie: Svizzera (2/2/1) |

### Gara a squadre
| Edizione                                      | Oro         | Argento     | Bronzo      |
| --------------------------------------------- | ----------- | ----------- | ----------- |
| Tokyo 2020                                    | Regno Unito | Stati Uniti | Francia     |
| Parigi 2024                                   | Germania    | Stati Uniti | Regno Unito |
| Nazione con più medaglie: Regno Unito (1/0/1) |             |             |             |